# 小田省吾
小田 省吾（おだ しょうご、1871年5月2日 - 1953年12月12日）は、日本の歴史学者。専門は朝鮮史。

## 経歴
出生から修学期
1871年、三重県鳥羽市で生まれた。1887年、神宮皇學館に入学したがすぐに退学して上京し、国民英学会や東京英語学校で学んだ。東京帝国大学文科大学史学科に進学し、1899年に卒業。
高等教育機関の教員として
卒業後は、長野県師範学校で教職に就いた。後に徳島県師範学校校長、奈良県立畝傍中学校校長、第一高等学校教授をつとめた。
1908年、大韓帝国政府に招聘され、教育制度改革に従事。教科書編輯課長として教科書の編纂などにあたった。
日韓併合後の1918年には、朝鮮総督府中枢院編纂課長として朝鮮史の編纂にあたり、1923年には朝鮮史学会を創立した。1924年に京城帝国大学が設立されると教授に就いた。1925年より朝鮮史編修会委員。1932年に京城帝国大学教授を定年退職。
太平洋戦争後
1953年に郷里・鳥羽市にて83歳で死去。

## 受賞・栄典
- 1925年（大正14年）5月15日 - 従四位[3]

## 著作
著書
- 『朝鮮史要略朝鮮と山東』1915
- 『朝鮮史大系』朝鮮史学会 1931
- 『朝鮮小史』魯庵記念財団 1931
- 『朝鮮陶磁史文献考』学芸書院 1936年
- 『辛未洪景来乱の研究』小田先生頌壽記念會、1934年
- 徳寿宮史』1938年